# Іманта (Рига)
Íманта (латис. Imanta) — мікрорайон у складі Курземського району Риги, розташований на лівому березі Даугави. Включає у себе дві частини міста: Анниньмуйжу (латис. Anniņmuiža) і Лачупе (латис. Lāčupe). Знаходиться у західній частині Риги. Межує з мікрорайонами Клейсти, Ільгюціємс, Дзірціємс, Засулаукс, Шампетерис, Золітуде, Бебербекі та Бабітським краєм, який оточує Іманту із західної та північно-західної сторони. Межами мікрорайону є межа міста, проспект Курземес, вулиця Клейсту, лінія до залізничної колії, сама залізнична колія, бульвар Юрмалас, вулиця Зарду та ще одна залізнична колія.
Загальна площа мікрорайону Іманта становить 9,003 км², що є приблизно вдвічі більшим за середній показник площі мікрорайонів у Ризі. Довжина меж мікрорайону за периметром складає 15 820 м. Враховуючи площу забудованих територій та їх функціональне поєднання, Іманта вважається одним із найбільших комплексних районів Риги (більшими є лише Югла і Шкіротава), тому її складно сприймати як єдине ціле. Головними вулицями мікрорайону є бульвар Юрмалас, проспект Курземес, бульвар Анниньмуйжас, вулиці Зентенес, Даммес, Слокас, Клейсту і Бебру, а також невелика частина вулиці Золітудес у кінці проспекту Курземес.

## Історія
Спочатку на території Іманти були переважно соснові ліси, частини яких збереглися у парку Анниньмуйжас та у лісі Клейсту на півночі Іманти.
Як і інші мікрорайони Пардаугави, Іманта має давню історію, яка пов'язана з появою миз у Ризькому патримоніальному окрузі та загальними тенденціями змін територій Риги протягом часу. Вже у XV столітті утворилася група малих бюргерів, яка почала забудовувати широкі луги у тогочасній Пардаугаві. У Ризькому патримоніальному окрузі у XV–XVI століттях ратмани та багаті бюргери за невелику плату отримували від міста земельні ділянки для спорудження миз. З'явились численні малі мизи та напівмизи, які з часом або розділялися, або об'єднувалися. Спочатку у них також були невеликі селянські господарства, функцією яких було виробництво товарів для додаткового доходу та сільськогосподарських продуктів, також поступово з'являлися мизи для відпочинку та розваг. З середини XVII століття неподалік від міста кількість бюргерських миз збільшувалася, хоча більша їх частина з'явилась у XVIII столітті.
Необхідність місць відпочинку за містом серед багатих мешканців Риги почала зростати після Великої Північної війни, після якої був споруджений Наплавний міст — він з'єднав обидва береги Даугави та сприяв розвитку її лівого берега.
До складу мікрорайону Іманта входить також частина території Риги під назвою Лачупе (латис. Lāčupe), яка отримала свою назву від притоки Хапакагравіса — річки Лачупіте (латис. Lāčupīte). У тій частині Лачупіте, яка входить до Іманти, лише наприкінці ХІХ — початку ХХ століття почав утворюватися цільний забудований район на південь від вулиці Буллю. Втім наразі ця частина Лачупе більше пов'язана з промисловою забудовою, оскільки на цій території розміщені різноманітні бази гуртової та роздрібної торгівлі.
Райони з найщільнішою забудовою в інших частинах Іманти почали утворюватися у другій половині ХІХ століття, хоча до початку ХХ століття у більшій частині цього мікрорайону все ще зберігалася рідка поодинока забудова, тут були здебільшого луги та численні лісові ділянки. У 1877 році споруджено залізничну лінію Рига — Тукумс із тодішньою станцією Золітуде. Старі мешканці Анниньмуйжі протестували проти цієї назви, адже раніше місцевість Золітуде починалася від Лачупе у напрямку Юрмали, тому у 1928 році її перейменували на Іманту. За радянських часів слово «муйжа» (від латис. muiža — миза) було недопустимим. В результаті місце станції було пересунуто. Залізнична станція на території Анниньмуйжі, на місці старого вокзалу, втім, у 1989 році отримала назву Золітуде.
Під час війни за незалежність Латвії на початку листопада 1919 року тут відбувалися бої збройних сил Латвії із силами Західної добровольчої армії. В результаті битви в ніч на 4 листопада 6-й Ризький піхотний полк під командуванням полковника Апініса звільнив Анниньмуйжу та станцію Золітуде. Після проголошення незалежності Латвії 24 лютого 1924 року ухвалений Сеймом Латвії закон про адміністративні межі міста Риги юридично закріпив нові кордони. До меж міста увійшли великі території на лівому березі Даугави, серед яких — Болдерая, Даугавгріва, Клейсти, мизи Буллю, Золітудес, мизи Лієла- та Маза-Даммес, Анниньмуйжа та Шампетерис.
Активна забудова Іманти почалась на початку 1920-х рр., коли були збудовані т. зв. Імантські лінії — 8 вулиць біля залізниці. Цими будинками управляв житловий кооператив «Іманта», і через це місцевість отримала назву «Імантціємс», від якого згодом і утворилася назва «Іманта». У цей час (1924 рік) території Іманти були приєднані до Риги. Другим районом, де будувалися тогочасні будинки, була місцевість біля Болдерайської залізниці. Більший район забудови (Імантціємс) був споруджений між залізницею і сучасним бульваром Юрмалас. За довоєнних часів головну вулицю (сучасний бульвар Юрмалас) називали вулицею Анниньмуйжас, від якої у напрямку до залізничної лінії знаходилися 8 ліній з найстарішими будівлями Анниньмуйжі. У другій половині ХХ століття почалось будівництво індивідуальних сімейних будинків, у тому числі в Імантціємсі на ділянках для забудови, що належали житловому кооперативу «Іманта», були споруджені двоповерхові будинки. Наприкінці 1920-х — на початку 1930-х рр. були забудовані вулиці Кооператива та Імантас, бульвар Анниньмуйжас (колишня вулиця Талавас) та вулиця Вецумнієку (колишня вулиця Вієнібас). Раніше у цьому районі знаходились п'ять магазинів, м'ясна лавка, перукарня, майстерня чоботарів, фабрика сільськогосподарських машин, добровільне пожежне товариство із власним депо, дім культури та спільне із мешканцями Золітуде культурне товариство. Мешканці Анниньмуйжі знали один одного. У районі цих вулиць були лише кілька будинків, а на території корпусу радіозаводу знаходилося болото, на якому під час війни добували торф. Загалом до Другої світової війни територія Іманти була відносно малозаселена — у ній переважала мальовнича індивідуальна малоповерхова забудова.
Неподалік від новозабудованого району Іманти, між Імантціємсом та Болдерайською залізницею, почалася забудова другого міського району новобудов, який назвали Малдупціємсом (латис. Maldupciems). Райони розділяло невелике болото, на якому у 1930-х рр. міська влада почала меліораційні роботи, щоб пізніше два райони могли об'єднатися. Втім, війна та необхідні післявоєнні відновлювальні роботи завадили цим планам. Певний час у територіальних планах Риги з'являлася ідея про випрямлення вулиці Слокас, яка проходила повз Іманту, з побудовою повітряного мосту над залізницею, що б частково ліквідувало Малдупціємс, хоча плани передбачали те, що існуюче болото буде частково засипане; були збудовані нові корпуси Ризького радіозаводу, які у наш час довго не використовувалися. 2011 року тут на першому поверсі був відкритий супермаркет «Prisma» та навчальний корпус, який також не закінчили (наразі в одному крилі корпусу знаходиться інститут бізнесу «RIMPAK Livonija» та деревообробний цех із складом (наразі не існує)). Останні залишки болота (у 1950-х рр. у його ставках можна було навіть ловити рибу) зникли, коли на перехресті проспекту Курземес і вулиці Слокас збудували супермаркет «Maxima» та у деякому сенсі план тридцятих років минулого століття був виконаний: Малдупціємс увійшов до складу мікрорайону Іманта, хоча він все ще тримається доволі відокремлено.
Наприкінці 1940-х та у 1950-х рр. на обох сторонах вулиці Кооператива був збудований обширніший район індивідуальної забудови. У середині 1950-х років почалась індустріалізація та експансія масового будівництва. Починаючи з 1960-х рр., житлове будівництво концентрується у більших масивах. Райони масової житлової забудови утворювалися на територіях екстенсивної малоповерхової забудови, невеликих садів та у вільних, ще не забудованих районах, у тому числі і в Іманті. 1967 року був розроблений детальний план Іманти для сучасної забудови, який створив інститут «Міськпроєкт» («Pilsētprojekts», арх. Р. Леліс, Р. Пайкуне, Р. Дзене та Л. Стіпнієкс). Житловий масив Іманти був передбачений для 60 000 мешканців. У 1965 році почалась забудова житлового масиву, переважно проведена у 1967—1975 рр., втім будівництво продовжувалося і пізніше. З 1960-х рр. Іманта забудовувалася серійними будинками серії 464А (5 поверхів) та 602 (9 поверхів).
У 1969 році Іманту було включено до Ленінградського району Риги. В Іманті більше, ніж у попередньо розроблених проєктах був реалізований принцип структури мікрорайонів. Кожний мікрорайон складався із 5–6 груп житлових будівель, розміщених навколо центральних дворів з не дуже різноманітним плануванням. Велике значення у загальній просторовій організації району мав центральний парк Анниньмуйжас, який півколом оточувало кільце бульвару з житловим районом Іманти. Чотири радіальні магістралі ділили його на 5 мікрорайонів (Іманта-1, -2, -3, -4 та -5) із своєрідною просторовою структурою, де торгові та громадські центри мікрорайону розміщувалися за індивідуальними проєктами навколо парку Анниньмуйжас. Під час реалізації проєкту це дещо змінили, оскільки була передбачена перебудова бульвару Юрмала на вулицю із окремими проїзними смугами, але цього так і не сталося. Також взаємне розташування будівель зазнало невеликих змін. Нумерація житлових мікрорайонів не відповідала традиціям Риги, оскільки частини міста були відомі за своїми назвами.
З 1957 по 1965 рік були розроблені типові проєкти для будівель із малогабаритними квартирами (великопанельні п'ятиповерхові будівлі 464-ї та 467-ї серій). Першою у Ризі з'явилася 464-та серія, яку широко використовували і у забудові житлового масиву Іманти. Для цих будівель характерні п'ять поверхів, також вони зроблені із сірих панелей. Втім просторовий характер та образ житлового району Іманти переважно утворюють житлові будівлі 602-ї серії (9-поверхові білі будівлі із блоків, балкони яких зазвичай розташовані із зовнішньої сторони фасадних площин, у дворах переважають великі трав'янисті галявини без визначеної функції, недоглянуте озеленення, яке утворюють кущі та слабенькі дерева). Паралельно з інтенсивним будівництвом житлового району Іманти у 1970-х рр. межі Риги також змінилися і розширилися — так, у 1974 році до Риги були приєднані і території, що прилягали до Іманти. У той же час було збудоване найбільше підприємство мікрорайону — Ризький завод радіоелектроніки.
До 1970-х рр. в Анниньмуйжі проживали переважно латиші, але після спорудження багатоповерхового жмтлового району сюди переважно заселялися приїжджі з тодішніх республік СРСР та тут здебільшого було чути російську мову. Лише у приватних будинках ще лишалися старі мешканці Анниньмуйжі, і у роки початку Співочої революції вдалося зробити так, що в Іманті знову з'явився бульвар Анниньмуйжас та вулиця Ратсупітес. В результаті численних купівель, продажів та обмінів квартир національний склад мешканців Іманти став різноманітним.
В останні роки в Іманті з'явилась низка новобудов, серед яких — житлові проєкти «Citizen» (кращий проєкт Риги 2005 року), «Solaris», «Metropolia», «Imantas perle», «Dammes Liepas» та ін.

## Мизи
Іманта знаходиться на території колишнього поселення Імантціємс, до якого також входили землі декількох колишніх миз. Вона утворилася на території колишніх миз Анниньмуйжі (Анненгоф), миз Лієла- і Маза-Даммес (Гросс- та Клейн-Дамменгоф) та миза Золітудес. Нові житлові масиви Іманти були здебільшого споруджені на територіях Анниньмуйжі. До 1817 року мизи Анниньмуйжа і Золітудес належали роду Фітінгофів, далі вони мали різних власників.
В середині ХІХ століття території миз були поділені на земельні ділянки, було створено мережу вулиць та забудовано території, які раніше належали мизам. Колишні мизи зазнали численних історичних і територіальних змін, у тому числі змінювались і їх власники, і їх назви. До нашого часу збереглася лише одна житлова будівля Анниньмуйжі з парком.

### Анниньмуйжа
Стара будівля Анниньмуйжі знаходилася на другій стороні бульвару Юрмалас, навпроти сучасної станції швидкої допомоги, але від неї нічого не залишилося. Останніми приватними власниками Анниньмуйжі була родина Єнсенів, які збудували у неоренесансному стилі нову будівлю мизи, у якій зараз розміщено Музей історії педагогіки факультету педагогіки, психології і мистецтва Латвійського університету. Її від вулиці відділяє збудована пізніше головна будівля факультету педагогіки Латвійського університету. Із комплексу забудови мизи збереглася споруджена у другій половині ХІХ століття в стилі еклектизму кам'яна одноповерхова житлова споруда мизи з високим цоколем, мезоніном та схожою на вежу надбудовою — згідно із характерним для того час принципом симетричної осі. Наприкінці 1970-х рр, у житлової будівлі Анниньмуйжі обвалилась тераса і вона сама також перебуває у поганому стані. Втім, колишній комплекс Анниньмуйжі є визначним об'єктом міста Риги, більше того, ця будівля є культурно-історичною пам'яткою місцевого значення. Ще зберігся фрагмент парку Анниньмуйжі з дубовим гаєм, а також оточеними липами столітніми дубами та іншими меншими столітніми деревами.

### Миза Золітудес
Миза Золітудес (від фр. solitude  — самотність; інші назви — Біркенгоф, Біркенруе, Гельмутсгоф, Шваненбергсгоф (нім. Birkenhof, Birkenruhe, Helmutshof, Swanenbergshof) знаходилася в районі сучасної вулиці Дубулту і бульвару Талавас, наразі комплекс мизи більше не існує, хоча у топоніміці збереглась її назва. Це була миза для розваг і відпочинку, яка мала власне господарство і парк. У неї також було декілька власників. Дружина барона Фітінгофа Анна Ульріка фон Фітінгоф, якій пізніше також належали мизи Шампетера і Анниньмуйжа, назвала цю мизу Золітуде (нім. Solitude). Пізніше, у 1865 році, цією мизою почав володіти торговець Карл Фердинанд Міллер.
Ця миза під різними назвами зображена у картографічних матеріалах Ризького патримоніального округу та на картах меж інших миз, що знаходилися поруч (мизи Шампетера, Маза-Даммес і Анниньмуйжа). У 1877 році територія цієї мизи була підпорядкована уряду міста, коли у другій половині ХІХ століття частину земель мизи Золітудес поділили на окремі ділянки та видали їх у довгострокову оренду; згодом тут були утворені маленькі господарства.

### Мизи Лієла- і Маза-Даммес
Миза Даммес (латис. Dammes muiža, нім. Dammenhof, Tammenhof), після 1789 року миза Лієла-Даммес (латис. Lielā Dammes muiža, нім. Gross Dammenhof)) знаходилася у районі перехрестя сучасних вулиць Слокас і Клейсту. Наразі назва мизи збереглася у топоніміці, але ансамблів мизи та його елементів вже не існує. 1782 року власниками мизи була родина фон Бекманів. Пізніше у 1823 році її віддали під заставу судовому адвокатові Пфаннштілю, який своєю чергою віддав цю мизу під заставу своєму орендаторові Андреасу Крістофу Думпу. 1854 року помер власник мизи Георг Думп — один із сімох найбагатших латишів Риги. Починаючи з 1902 року, миза належала родині Ріхтерів. У XVII–XVIII століттях миза була зображена здебільшого на багатьох картографічних матеріалах району садиб. Карта самої мизи була створена у 1729 році. 1798 року від мизи були відокремлені деякі території, на частині яких була збудована окрема миза — Маза-Даммес (латис. Mazā Dammes muiža, нім. Klein Dammenhof), яка знаходилась недалеко від мизи Лієла-Даммес.
Миза Маза-Даммес знаходилася у районі перехрестя сучасних вулиці Слокас і проспекту Курземес (східна частина), зараз фізичних свідоцтв про зниклі елементи колишнього комплексу мизи немає. Збереглися лише згадки в історичних документах, наприклад, у картографічних матеріалах тощо. Ця миза була збудована у 1789 році на території, відокремленій від мизи Лієла-Даммес. Власниками мизи Маза-Даммес, так само, як і мизи Лієла-Даммес, наприкінці XVIII століття була родина фон Бекманів, з 1823 року мизою володів адвокат Пфаннштіль, а з 1841 — родина Думпів. 1856 року власником мизи був Александр фон Фрейманн. У ХІХ столітті мизу зображували практично на всіх картах Ризького патримоніального округу ХІХ століття.

## Географія
Загальна площа мікрорайону Іманта становить 9,003 км², що є приблизно вдвічі більшим за середній показник площі мікрорайонів у Ризі. Довжина меж мікрорайону за периметром складає 15 820 м. Враховуючи площу забудованих території та їх функціональне поєднання, Іманта вважається одним з найбільшим комплексних районів Риги (більшими є лише Югла і Шкіротава), тому її складно сприймати як одне ціле.
Мінімальна висота поверхні рельєфу мікрорайону складає 4 м над рівнем моря, а її максимальна висота — 20 м над рівнем моря. Загалом рельєф мікрорайону Іманта є пласким на висоті 4—6 м над рівнем моря з окремими більшими дюнними пагорбами у районі вулиці Слокас, навколо парку Анниньмуйжас та у західній лісистій частині Іманти, де у північно-східній та південно-західній частинах простягається Нордекю-Калнціємська дюнна гряда. Вона розташовувалася на зовнішній стороні піщаної рівнини Балтійського льодовикового озера та наразі простягається від лугів Спілве до Калнціємса. Ширина цієї дюни у Іманті складає приблизно 150 м. Вона утворилася на одному з останніх берегів регресивної фази Балтійського льодовикового озера і складається з двох паралельних хвилеподібних дюнних смуг по 50—100 м завширшки. Відносна висота цих дюн складає 6—10 м, але абсолютна — 16—20 м над рівнем моря. У мікрорайоні Іманта обидві дюнні смуги з'єднуються. Окрім району Нордекю-Калнціємської дюнної гряди, уся решта мікрорайону Іманти знаходиться у геоморфологічному мікрорайоні Пардаугавської пласкої рівнини.
Під покривом відкладень Четвертинного періоду, який на території мікрорайону Іманта перевищує 10 м, залягають сірі гіпсові доломіти Саласпілської світи та доломітові мергелі з глиняними та гіпсокам'яними прошарками. Своєю чергою глибоко під поверхнею землі залягають лімногляціальні дрібнозернисті піски Балтійського льодовикового озера різної щільності, місцями трапляються дрібнозернисті еолічні (дюнні) піски. Широко поширені переважно 1—2 м, місцями 3 м і більше, поклади торфу. Під час спорудження районів забудови торф видобували та замінювали піском.
Загалом у мікрорайоні Іманта сприятливі або умовно сприятливі умови для будування. Найкращі умови для будування з рівнем ґрунтових вод більше, ніж 1,5 м у західній та північно-західній частинах Іманти, які знаходяться або глибоко залягають у Нордекю-Калнціємській дюнній гряді, а також окремі ділянки між вулицею Буллю та Болдерайською залізничною лінією. Умовно сприятливі умови для будування є майже у всьому житловому районі Іманти та на території між вулицями Слокас і Клейсту та проспектом Курземес. Складні через слабкі ґрунти або несприятливі умови для будування зустрічаються лише у південно-західній частині Іманти між вулицею Слокас, проспектом Курземес і бульваром Юрмалас, але глибина ґрунтових вод переважно все ще задовольняє вимоги будівництва.
Завдяки тому, що в Іманті загалом сприятливі умови для будівництва і тут практично немає загрози затоплення, у цьому мікрорайоні дуже мало територій, у яких згідно із територіальним плануванням Риги є обов'язковою попередня інженерно-технічна підготовка території. Загальна площа таких територій складає лише 3,5 га (разом з Імантською теплоцентраллю та Засулаукським депо).

### Територіальний поділ
Поверхневі водні об'єкти в Іманті займають дуже незначну площу — загалом лише 1,4 га. З північно-східної частини Іманти витікає річка Лачупіте (латис. Lāčupīte) (фактично вона починається вже у мікрорайоні Золітуде, але у своїй середній течії до самої північної частини Іманти Лачупіте оточена залізобетонним колектором), але окремі невеликі водойми (рови, пов'язані із водним басейном Лачупіте) знаходяться в районі парку Анниньмуйжас та на території між вулицями Клейсту і Слокас та проспектом Курземес. Природні території та насадження займають 14,2 % території (127,8 га), але жодна з них не є природною територією, що перебуває під особливою охороною. Найбільші площі природних територій знаходяться у західній частині мікрорайону, де простягається Нордекю-Калнціємська дюнна гряда, та з внутрішньої сторони бульвару Анниньмуйжас до самої Юрмальської залізничної лінії. Переважно на цих територіях росте ліс.
Після взаємного поділу видів використання території у мікрорайоні Іманта немає одного або двох головних домінуючих видів використання території. Найбільшу площу займають території зі змішаною забудовою — 20,8 % або 187 га, які здебільшого розташовані у східній частині (колишні промислові території), у південно-східному куті та на південному заході уздовж залізничної лінії Рига—Юрмала—Тукумс (фактично забудова окремими будинками, де також дозволена забудова іншого виду через її розташування між залізницею та проспектом Юрмалас). Значну площу — 16,9 % або 153 га займають території житлової забудови, які характеризують багатоповерхову багатоквартирну забудову Іманти між проспектом Курземес і бульваром Анниньмуйжас. Через розгорнуту структуру вулиць 16,4 % територій Іманти займають дорожні траси. 14 % територій, у свою чергу, займають території із забудовою окремими будинками, які історично утворилися у східній частині житлового району Іманти навколо вулиці Бебру, північно-східній частині мікрорайону біля Болдерайської залізничної лінії між вулицями Буллю і Слокас, південно-східній частині між бульваром Юрмалас і залізничною лінією Рига—Юрмала—Тукумс та у західній частині мікрорайону між проспектом Курземес і бульваром Юрмалас. Промислові та виробничі території площею 68 га знаходяться у північно-східній частині Іманти між проспектом Курземес та вулицями Клейсту і Буллю. Навколо вулиці Клейсту також розміщені обширні території технічної забудови, які використовуються для утримання та догляду за автобусами міського підприємства громадського транспорту «Rīgas Satiksme». Відповідно до структури житлового району Іманти у мікрорайоні також розташовані обширні території громадської забудови площею 27,5 га, але у центрі житлового району Іманти біля бульвару Анниньмуйжас розміщені встановлені території центральної забудови.

## Місця і споруди
За часів Латвійської РСР одним із символів Іманти умовно стала т. зв. Труба, адже за радянської влади біля Імантської теплоцентралі знаходився магазин спиртних напоїв підприємства «Latvijas balzāms». Також у роки, коли у результаті кампанії Андропова купівля спиртних напоїв ускладнилася, під трубою завжди стояли черги з людей.
В Іманті знаходиться і Судрабкалниньш, у якому розташовано пам'ятник солдатам 6-го Ризького полку, які вигнали війська Бермондта з Анниньмуйжі в листопаді 1919 року, який створив скульптор Карліс Зале та спроєктував архітектор Е. Штальберг.

### Залізнична станція «Іманта»
Залізнична станція «Іманта» знаходиться на лінії Рига—Юрмала—Тукумс. До 1929 року вона називалася «Золітуде». Станція знаходиться на відстані 9,7 км від центрального залізничного вокзалу Риги.

## Освіта
В Іманті розташовані численні навчальні заклади, зокрема:
- Факультет педагогіки, психології і мистецтва Латвійського університету;
- Ризький технікум мистецтв та медіа;
- Ризька Імантська середня школа;
- Анниньмуйжська середня школа;
- Ризька середня школа ім. Вільгельма Оствальда;
- Ризька 69-та середня школа;
- Ризька 96-та середня школа.

В Іманті діють п'ять середніх шкіл, втім у жодній з них у 2017 році кількість школярів не досягла рекомендованого мінімуму (150), причому лише Ризька Імантська середня школа змогла забезпечити індекс обов'язкового централізованого іспиту (OCE) більше 50 % (53,6 %). Тоді експерти з дослідження «Створення оптимальної моделі мережі навчальних закладів у Латвії» запропонували замість цих п'яти середніх шкіл створити дві середні школи.

## Інфраструктура

### Торгівля та розваги
Підприємство «New Europe Cinemas» у квітні 2010 року досягло угоди про побудову ще одного багатозалового кінотеатру в Ризі, який заплановано спорудити на бульварі Анниньмуйжас. Кінотеатр, у якому буде від 6 до 8 залів, буле одним у запланованому орендаторами багатофункціональному торговому центрі на бульварі Анниньмуйжас, 33.
Про спорудження великого торгівельно-розважального парку «Imanta Retail Park» у травні 2010 року оголосила компанія «Colliers International Advisors», яка представляла інтереси орендодавців у наданні оренди. Торгово-розважальний парк був запланований до спорудження на території колишнього заводу «Radiotehnika RRR». Восени 2011 року у цьому парку було передбачено відкриття третього гіпермаркету мережі Prisma у Ризі на площі 8 500 м². У травні також стало відомо про будівництво нового торгового центру гіпермаркету мережі Rimi «Damme» поруч із територією заводу «Radiotehnika RRR», на проспекті Курземес, 1а, який відкрився 3 березня 2011 року.
| - гіпермаркет Rimi "Damme" — пр. Курземес, 1а - супермаркет мережі Rimi — б-р Анниньмуйжас, 40а - Maxima ХХХ — вул. Слокас, 115 - Maxima XX — пр. Курземес, 141 - Maxima X — пр. Курземес, 59 - Maxima X — б-р Юрмалас, 85 - Prisma Imanta — пр. Курземес, 3 - Mego Dammes — вул. Даммес, 46 - Mego Kleistu — вул. Клейсту, 9 - Mego — пр. Курземес, 132 |  | - Krūza — б-р Юрмалас, 89 - меблевий магазин Gigant — вул. Меллужу, 1 |  | - Neste Imanta — б-р Юрмалас, 46б - Statoil — б-р Анниньмуйжас, 25а - Lukoil — б-р Анниньмуйжас, 75 - Viada — пр. Курземес,15а - Viada — вул. Буллю, 72 - Liepiņš — вул. Віботню, 2 - Kaftoil — б-р Юрмалас, 55 |

## Галерея

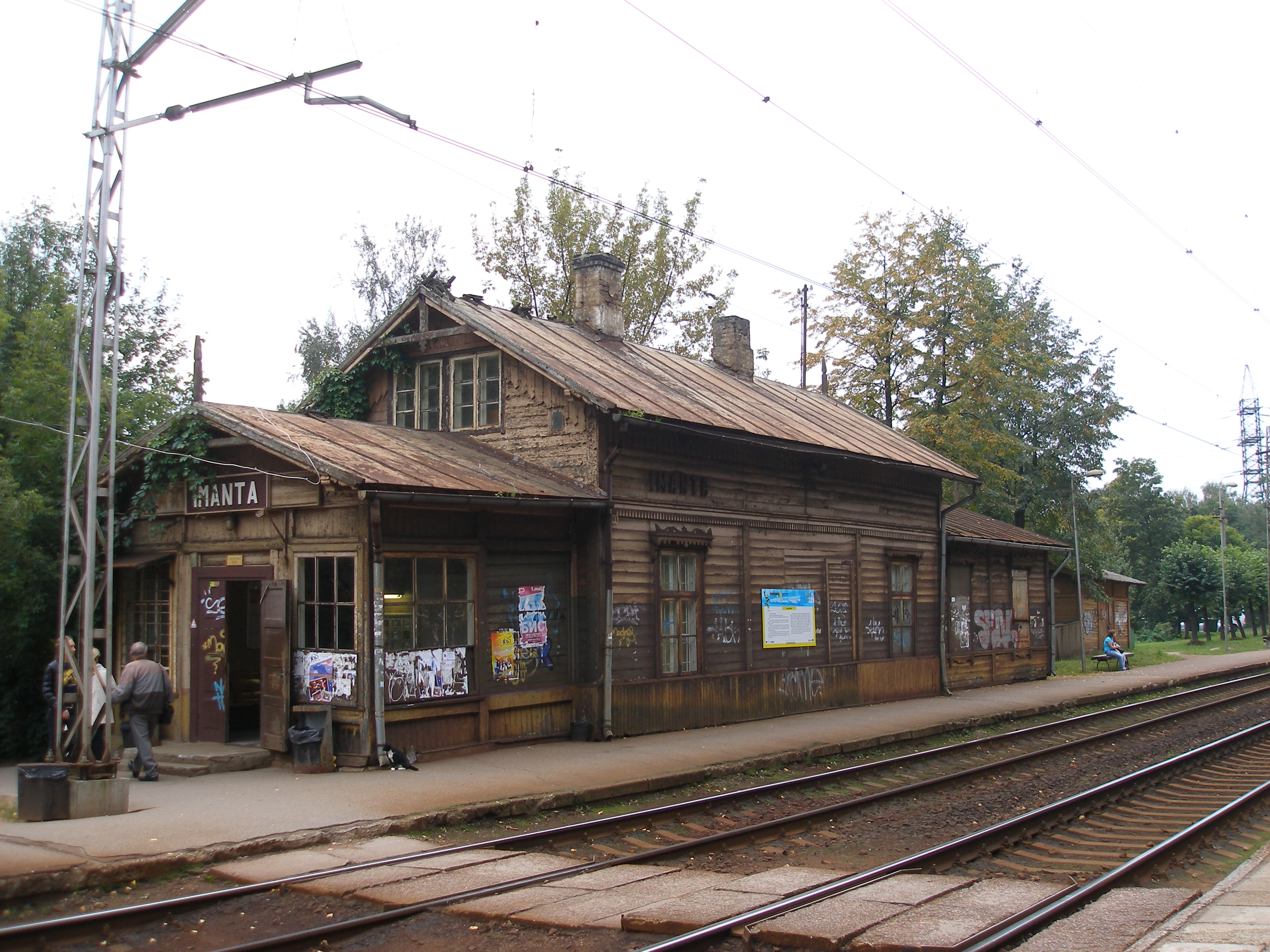
Залізнична станція Іманти
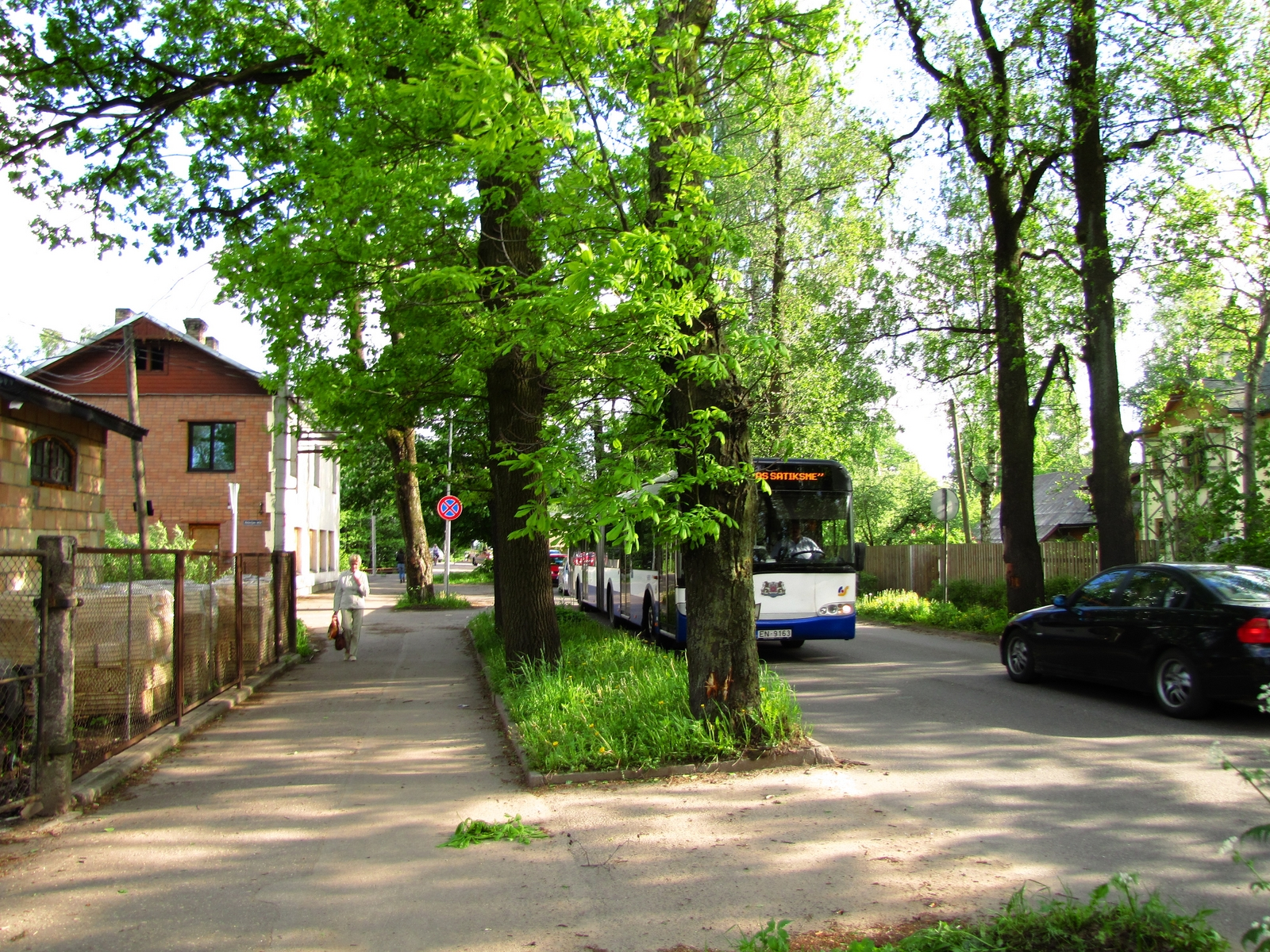
Вулиця Золітудес
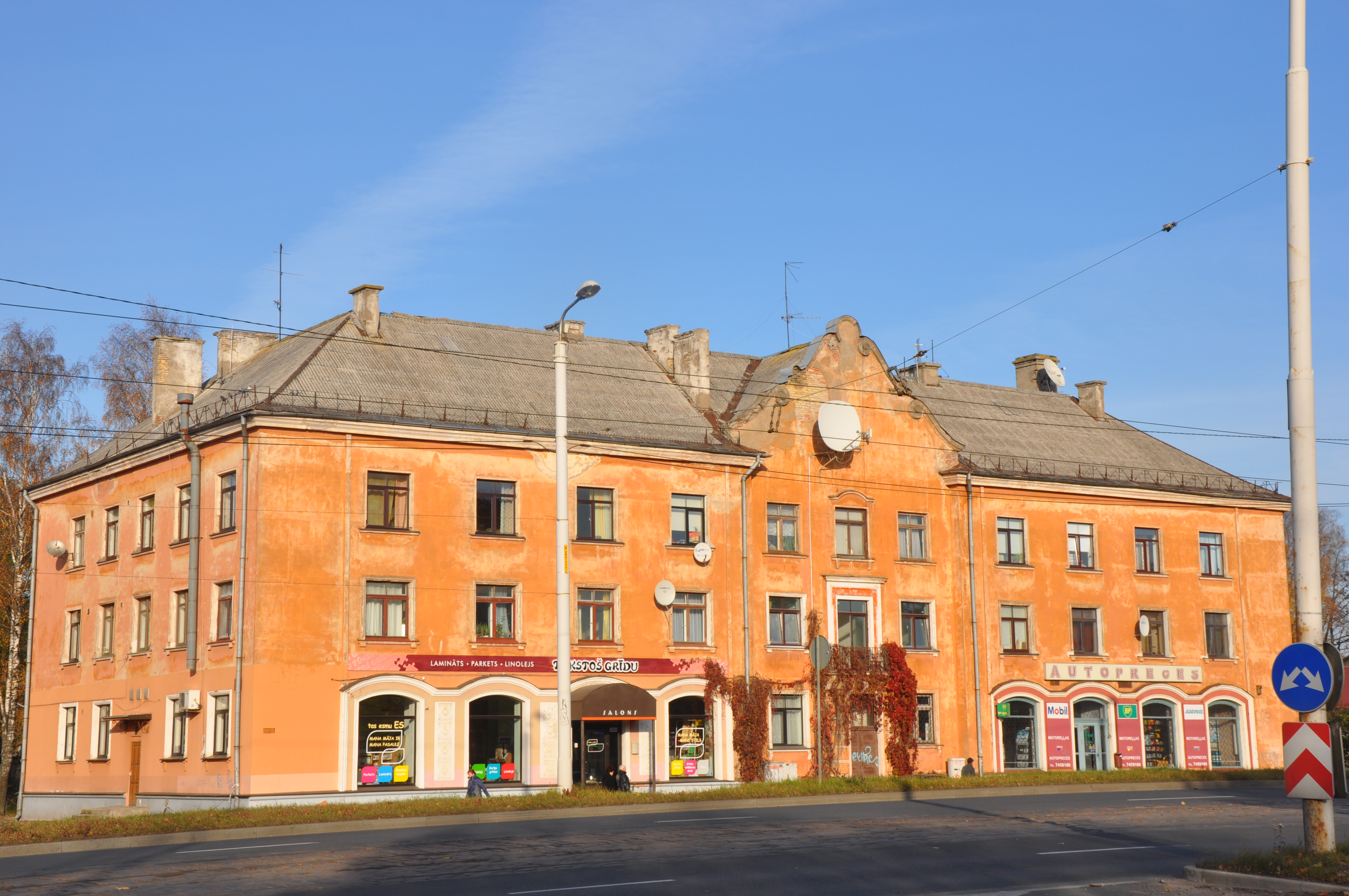
Бульвар Юрмалас
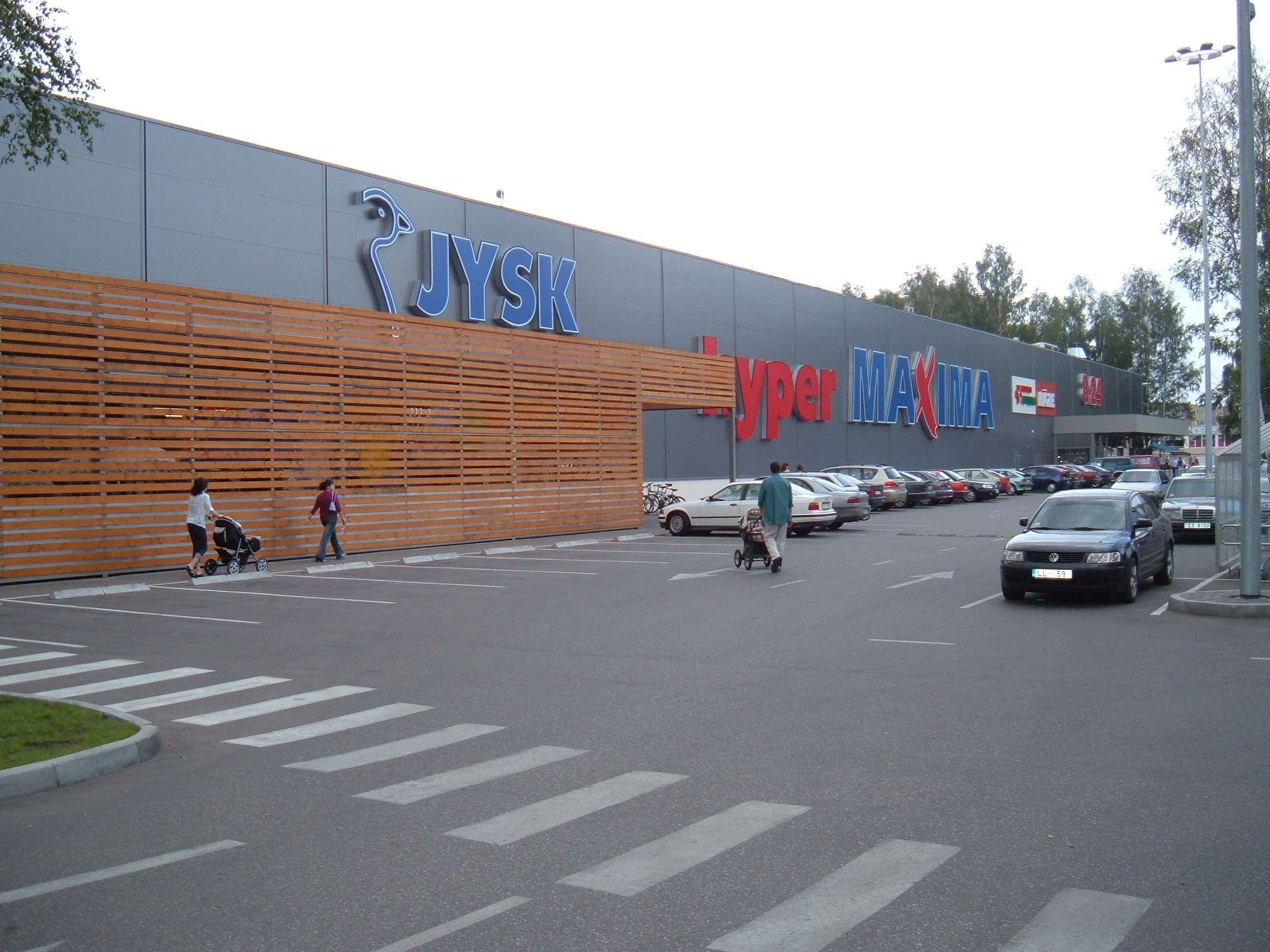
Торговий центр «Maxima» в Іманті
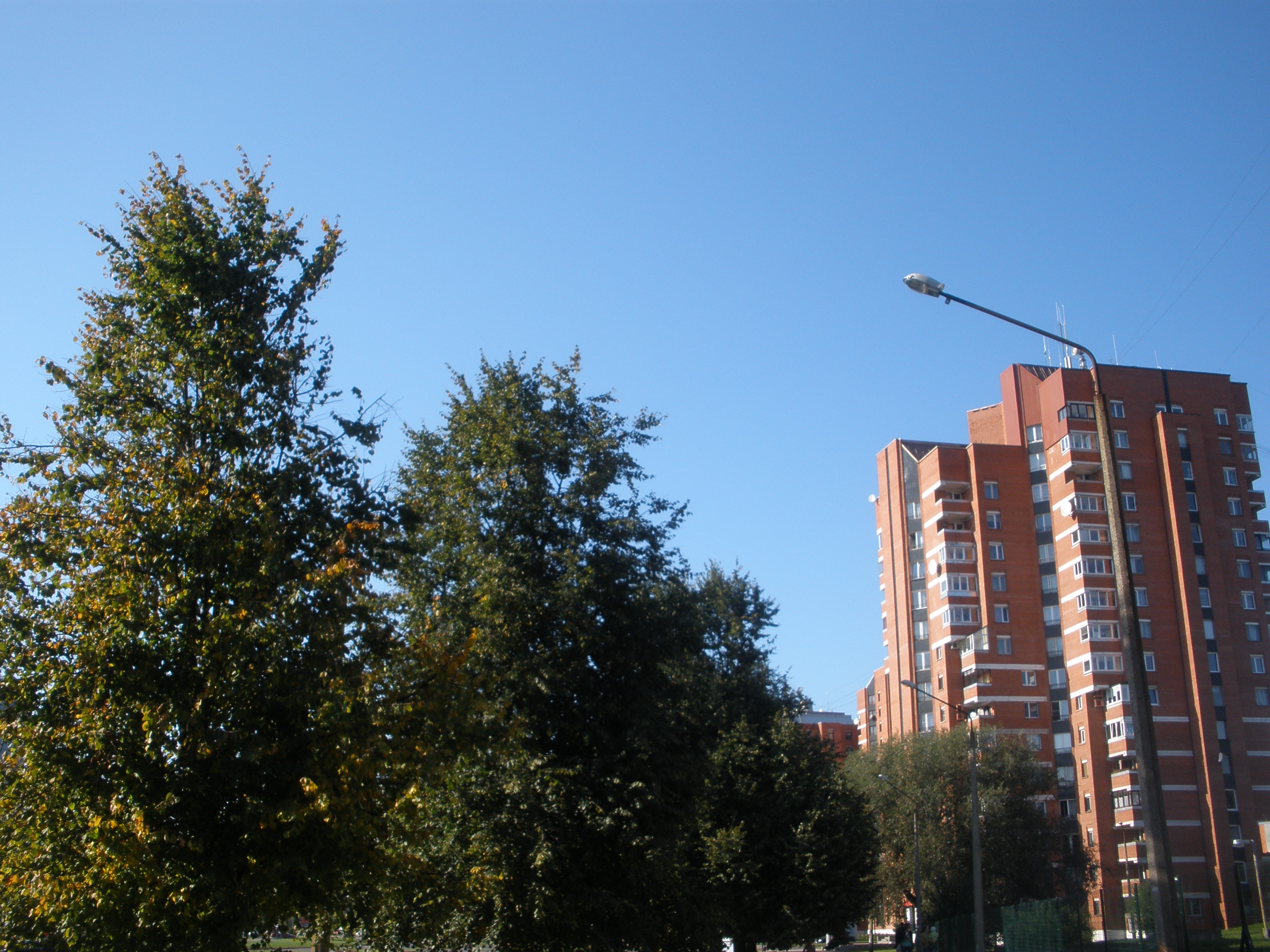
Будинки в Іманті
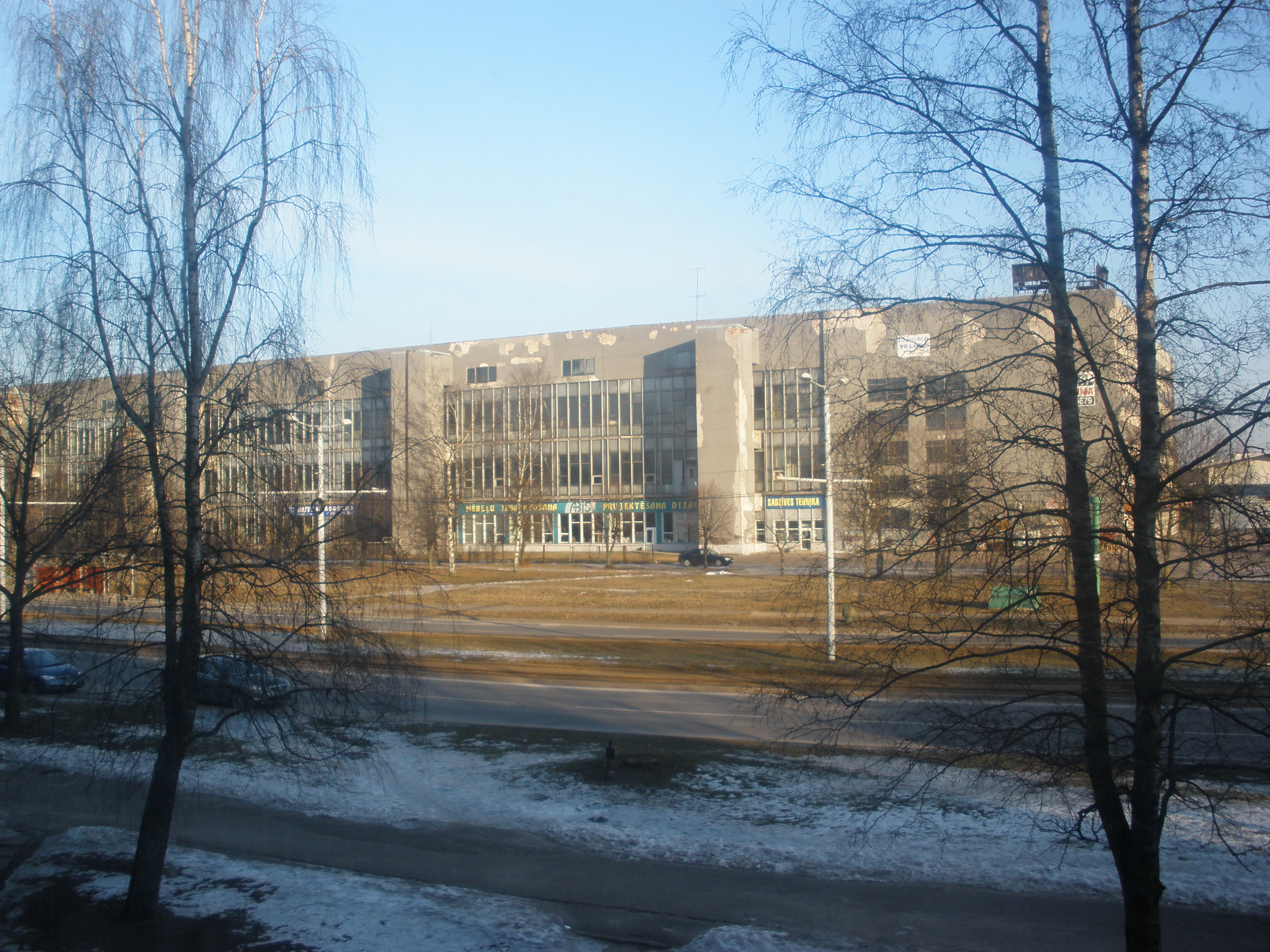
Колишній корпус радіозаводу